# Inre Vikarskären
Inre Vikarskären är öar i Åland (Finland). De ligger i Skärgårdshavet och i kommunen Kökar i landskapet Åland, i den sydvästra delen av landet. Öarna ligger omkring 64 kilometer öster om Mariehamn och omkring 220 kilometer väster om Helsingfors.
Arean för den av öarna koordinaterna pekar på (Västra skäret) är 4,8 hektar och dess största längd är 390 meter i öst-västlig riktning. Den ön höjer sig omkring 10 meter över havsytan. Övriga öar i ögruppen är Norra skäret och Södra skäret.